# Open Diputación Ciudad de Pozoblanco 2021
L'Open Diputación Ciudad de Pozoblanco 2021 è stato un torneo maschile di tennis giocato sul cemento. È stata la 19ª edizione del torneo, facente parte della categoria Challenger 80 nell'ambito dell'ATP Challenger Tour 2021. Si è giocato al Club Tenis Pozoblanco di Pozoblanco, in Spagna, dal 19 al 25 luglio 2021.

## Partecipanti

### Teste di serie
| Nazionalità | Giocatore        | Ranking* | Testa di serie |
| ----------- | ---------------- | -------- | -------------- |
| Francia     | Benjamin Bonzi   | 108      | 1              |
| Francia     | Grégoire Barrère | 137      | 2              |
| Turchia     | Altuğ Çelikbilek | 199      | 3              |
| Turchia     | Cem İlkel        | 204      | 4              |
| Francia     | Maxime Janvier   | 229      | 5              |
| Croazia     | Borna Gojo       | 235      | 6              |
| Germania    | Yannick Maden    | 241      | 7              |
| Spagna      | Nicola Kuhn      | 250      | 8              |

* Ranking al 12 luglio 2021.

### Altri partecipanti
I seguenti giocatori hanno ricevuto una wild card per il tabellone principale:
- Nicolás Álvarez Varona
- Alberto Barroso Campos
- Blas Ruiz Romero

I seguenti giocatori sono entrati in tabellone come alternate:
- Carlos Gómez-Herrera
- Skander Mansouri
- Rayane Roumane

I seguenti giocatori sono passati dalle qualificazioni:
- Mathias Bourgue
- Michael Geerts
- Matteo Martineau
- Emilio Nava

## Punti e montepremi
| Torneo    | Torneo              | V     | F     | SF    | QF    | 2T  | 1T  | Q | Q2  | Q1  |
| Singolare | Punti               | 80    | 48    | 29    | 15    | 7   | 0   | 4 | 1   | 0   |
| Singolare | Premi in denaro (€) | 6 190 | 3 650 | 2 160 | 1 260 | 730 | 450 | – | 225 | 115 |
| Doppio    | Punti               | 80    | 48    | 29    | 15    | –   | 0   | – | –   | –   |
| Doppio    | Premi in denaro (€) | 2 670 | 1 550 | 930   | 550   | –   | 310 | – | –   | –   |

## Campioni

### Singolare
Altuğ Çelikbilek ha sconfitto in finale  Cem İlkel con il punteggio di 6–1, 6(2)–7, 6–3

### Doppio
Igor Sijsling /  Tim van Rijthoven hanno sconfitto in finale  Diego Hidalgo /  Sergio Martos Gornés con il punteggio di 5–7, 7–6(4), [10–5]